# Bojaro-Leschatschi
Bojaro-Leschatschi (ukrainisch Бояро-Лежачі; russisch Бояро-Лежачи) ist ein Dorf in der ukrainischen Oblast Sumy mit etwa 450 Einwohnern (2001).
Das erstmals 1648 schriftlich erwähnte Dorf liegt auf einer Höhe von 134 m am rechten Ufer des Seim, auf dessen gegenüberliegendem Ufer die russischen Siedlung Tjotkino liegt, die über eine nordöstlich von Bojaro-Leschatschi liegende Grenzstation an der russisch-ukrainischen Grenze zu erreichen ist. Das ehemalige Rajonzentrum Putywl befindet sich 27 km nordwestlich und das Oblastzentrum Sumy etwa 70 km südöstlich von Bojaro-Leschatschi.
Unweit des Dorfes liegt das staatliche Landschaftsschutzgebiet Serednjosejmskyj (Державний ландшафтний заказник «Середньосеймський»). Die in den Auen-Laubwäldern des Schutzgebietes stehenden Bäume sind durchschnittlich 60 Jahre alt. Unter anderem wachsen hier Eichen, Espen, Eschen und Linden, Ulmen und Ahornbäume. Des Weiteren finden sich zahlreiche Haselnusssträucher in den von Bibern und Höckerschwänen bewohnten Wäldern, Wiesen und Seen des Schutzgebietes.
Am 12. Juni 2020 wurde das Dorf ein Teil der neugegründeten Landgemeinde Nowa Sloboda, bis dahin bildete es zusammen mit den Dörfern Doroschiwka (Дорошівка), Kruschok (Кружок) und Riwne (Рівне) die gleichnamige Landratsgemeinde Bojaro-Leschatschi (Бояро-Лежачівська сільська рада/Bojaro-Leschatschiwska silska rada) im Südosten des Rajons Putywl.
Am 17. Juli 2020 kam es im Zuge einer großen Rajonsreform zum Anschluss des Rajonsgebietes an den Rajon Konotop.